# Kap Renard
Kap Renard (französisch Cap Renard) ist eine markante Landspitze, die von zwei bis zu 740 m hohen Felsnadeln, den Una Peaks, dominiert wird. Deren Flanken sind so steil, dass auf ihnen kein Schnee haften bleibt. Das auf der Insel Renard Island gelegene Kap markiert südwestlich die Einfahrt zur Flandernbucht und teilt auf der Westseite der Antarktischen Halbinsel die Danco-Küste von der Graham-Küste.
Entdeckt wurde es von der Belgica-Expedition (1897–1899) unter der Leitung des belgischen Polarforschers Adrien de Gerlache de Gomery. Dieser benannte das Kap nach dem belgischen Mineralogen Alphonse-François Renard (1842–1903), einem Mitglied der Expeditionskommission.